# Phare de Selsker
Le phare de Selsker est un phare situé au nord de l'Islande dans la région des Vestfirðir.